# 6377 Cagney
6377 Cagney là một tiểu hành tinh vành đai chính với cận điểm quỹ đạo là 2.2040982 AU. Nó có độ lệch tâm quỹ đạo là 0.1591612 và chu kỳ quỹ đạo là 1550.13 ngày (4.25 năm).
Cagney có vận tốc quỹ đạo trung bình là 18.39643406 km/s và độ nghiêng quỹ đạo là 15.45078°.
Nó được phát hiện ngày 25 tháng 6 năm 1987 bởi Antonín Mrkos.